# Bazentin-le-Petit Communal Cemetery Extension
Bazentin-le-Petit Communal Cemetery Extension is een Britse militaire begraafplaats met gesneuvelden uit de Eerste Wereldoorlog, gelegen in het Franse dorp Bazentin (Somme). De begraafplaats werd ontworpen door Arthur Hutton en ligt naast de gemeentelijke begraafplaats op 385 m ten oosten van de dorpskern. De begraafplaats heeft een onregelmatige vorm met een oppervlakte van 736 m² en is begrensd door een beukenhaag. Het Cross of Sacrifice staat in de noordoostelijke hoek op een verhoogde berm. De toegang aan de straatzijde bestaat uit een lage natuurstenen muur en twee zuiltjes. De begraafplaats wordt onderhouden door de Commonwealth War Graves Commission. Er worden 186 doden herdacht waarvan 53 niet meer geïdentificeerd konden worden. Op de aangrenzende gemeentelijke begraafplaats liggen twee Britse gesneuvelden die bij de CWGC geregistreerd staan onder Bazentin-le-Petit Communal Cemetery.

## Geschiedenis
Bazentin was tot 14 juli 1916 in Duitse handen toen de 3rd en de 7th Divisions het dorp met de gemeentelijke begraafplaats, ondanks herhaalde tegenaanvallen, veroverden. Het gebied kwam tijdens het Duitse lenteoffensief in april 1918 terug in vijandelijke handen maar werd op 25 augustus 1918 door de 38th (Welsh) Division definitief heroverd.
De begraafplaats werd na de inname van het dorp aangelegd en als frontlijnbegraafplaats gebruikt tot december 1916. Na de wapenstilstand werd ze uitgebreid met gesneuvelden uit de slagvelden rondom Bazentin en Contalmaison. Voor 59 Britten werden Special Memorials' opgericht omdat hun graven door artillerievuur werden vernietigd en niet meer teruggevonden werden. Eén Brit werd vanuit Sailly-Laurette German Cemetery naar hier overgebracht.
Er worden nu 180 Britten, 5 Canadezen en 1 Australiër herdacht.

## Onderscheiden militairen
- A.E. Swell, kapitein bij het Northamptonshire Regiment werd onderscheiden met de Distinguished Service Order (DSO).
- Henry Douglas Jackson, onderluitenant bij het East Yorkshire Regiment werd onderscheiden met het Military Cross (MC).
- G. Hewett, sergeant bij de Royal Field Artillery verkreeg de Military Medal (MM).